# False Idols
False Idols è il decimo album studio del musicista e producer inglese Tricky, pubblicato il 28 maggio 2013 attraverso la sua nuova etichetta discografica False Idols e con il supporto di Studio !K7.

## Tracce
1. Somebody's Sins (con Francesca Belmonte) – 2:40
2. Nothing Matters (con Nneka) – 3:23
3. Valentine (con Chet Baker e Francesca Belmonte) – 3:16
4. Bonnie & Clyde (con Francesca Belmonte) – 3:05
5. Parenthesis (con Peter Silberman) – 2:57
6. Nothing's Changed (con Francesca Belmonte) – 3:19
7. If Only I Knew (con Fifi Rong) – 3:14
8. Is That Your Life (con Francesca Belmonte) – 2:45
9. Tribal Drums (con Tristan Cassell e Francesca Belmonte) – 3:35
10. We Don't Die (con Francesca Belmonte) – 3:11
11. Chinese Interlude (con Fifi Rong) – 2:14
12. Does It (con Francesca Belmonte) – 2:58
13. I'm Ready (con Francesca Belmonte) – 2:36
14. Hey Love – 3:08
15. Passion of the Christ – 2:46